# Poutre crénelée

Une représentation schématique du processus de production d'une poutre crénelée.

Une poutre crénelée est un style de poutre dans lequel une poutre en Ɪ est découpée longitudinalement, le long de son âme, suivant un motif spécifique. Les deux parties sont réassemblées en tirant parti du motif de découpe, pour former une poutre avec une âme plus haute.